# Водоисточник
Водоисто́чник — посёлок в Туринском городском округе Свердловской области, России. Расположен на территории Фабричного сельского управления Администрации Туринского городского округа.

## Географическое положение
Посёлок Водоисточник Туринского городского округа расположен в 12 километрах к востоко-северо-востоку от города Туринска (по автотрассе — 14 километров),  в лесной местности, на левом берегу реки Большая Таборинка (левый приток реки Тура).

## Рекреационные ресурсы
На территории посёлка расположен термальный комплекс «Акварель». Гидроминеральной базой комплекса является вода скважины, пробурённой геологической группой в 1956 году на глубину 1288 метров во время поисков нефти.

## Население
| 2002 | 2010 |
| ---- | ---- |
| 0    | →0   |